# Robiquetia minimiflora
Robiquetia minimiflora (sin. Abdominea minimiflora), biljna vrsta u rodu Robiquetia, nekada uključivana u rod Abdominea, porodica orhideja ili kaćunovki. Ime roda Abdominea dolazi od latinskog abdomen = trbuh, a ime vrste minimiflora znači mali cvijet., po sićušnom žutom cvijeću
R. minimiflora rasprostranjena je od Tajlanda do Malajskog poluotoka i na otocima Borneo, Java, Bali i na Filipinima. Raste na visinama od 150 do najviše 1000 metara.